# Faro Venustiano Carranza
A Faro Venustiano Carranza (nevének jelentése: Venustiano Carranza világítótorony) egy világítótoronnyal is rendelkező épület a mexikói Veracruz kikötőjében. Nevét onnan kapta, hogy 1914-ben ideiglenesen itt rendezte be kormányának főhadiszállását a forradalom egyik vezére, Venustiano Carranza. Ma már nem használják világítótoronyként, hanem a haditengerészet egyik központja.

## Története
Az építkezés 1902-ben kezdődött Emilio Lattine és Salvador Echegaray mérnökök irányításával, és 1906-ban lényegében már be is fejeződött, de csak 1910-ben szerelték fel benne a megfelelő jelzőket, így csak ebben az évben avatta fel Porfirio Díaz elnök. Ez a torony lett a város első elektromos világítótornya. 1914 végén, amikor Pancho Villa és Emiliano Zapata bevonult Mexikóvárosba, a velük szemben álló vezér, Venustiano Carranza Veracruzba, azon belül is ebbe az épületbe tette át székhelyét, a várost pedig Mexikó ideiglenes fővárosává jelölte ki. Később a torony és a part közé felépült egy banképület, amely ma a Pemex olajipari társaság tulajdona, emiatt a világítótorony szerepe megszűnt, azt az Isla de Sacrificios szigetre telepítették át. Ebben az épületben 1935. május 21. óta a harmadik haditengerészeti zóna központi adminisztrációja működik.

## Az épület
Az 50 méter magas, órával is rendelkező tornyot egy téglalap alaprajzú, egyemeletes, klasszicista stílusú épület veszi körül, ennek belső udvarát félköríves záródású boltívek övezik. Az épület előtt Venustiano Carranza egész alakos szobra áll.

## Képek

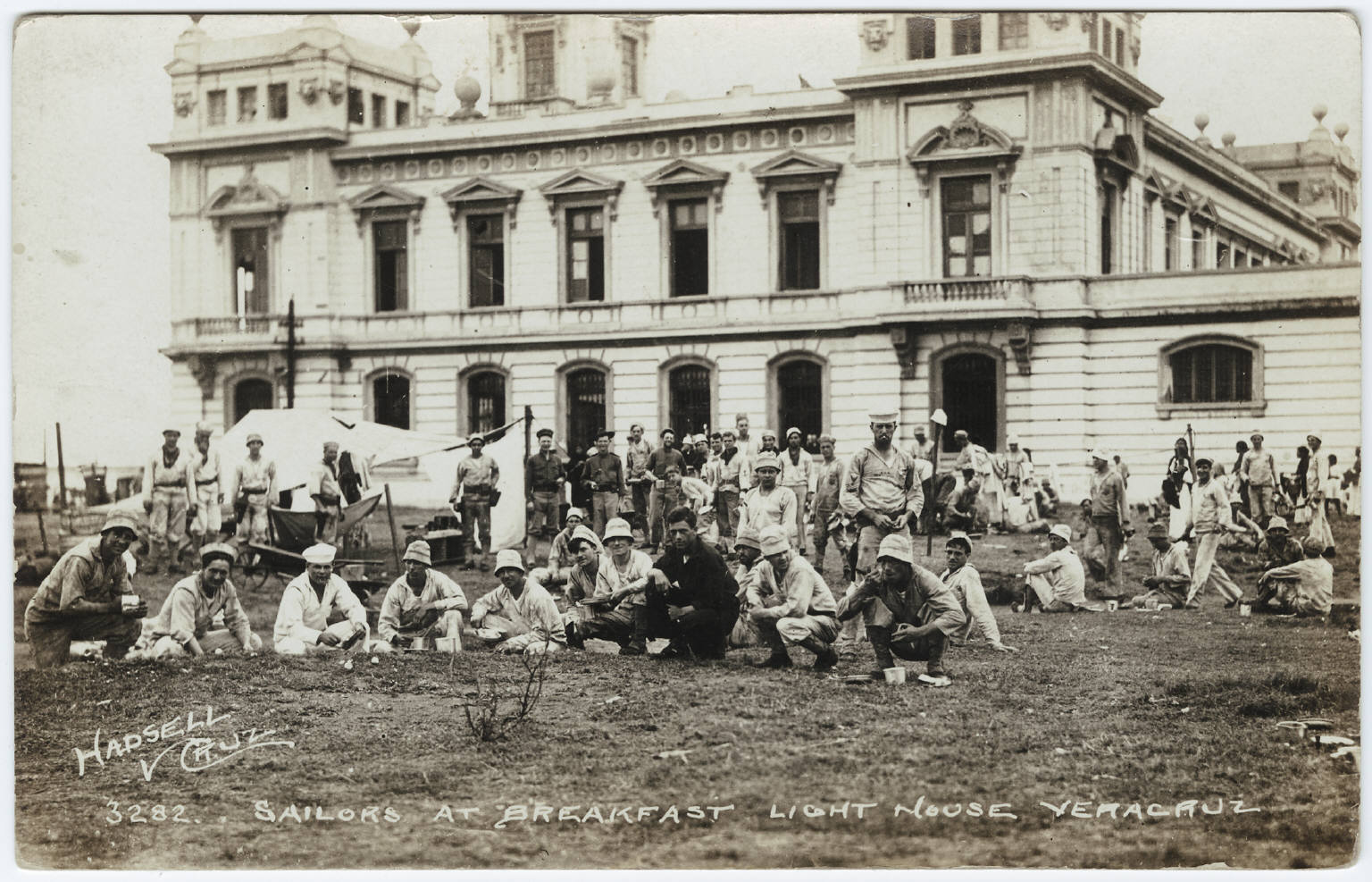
A mexikói forradalom idején
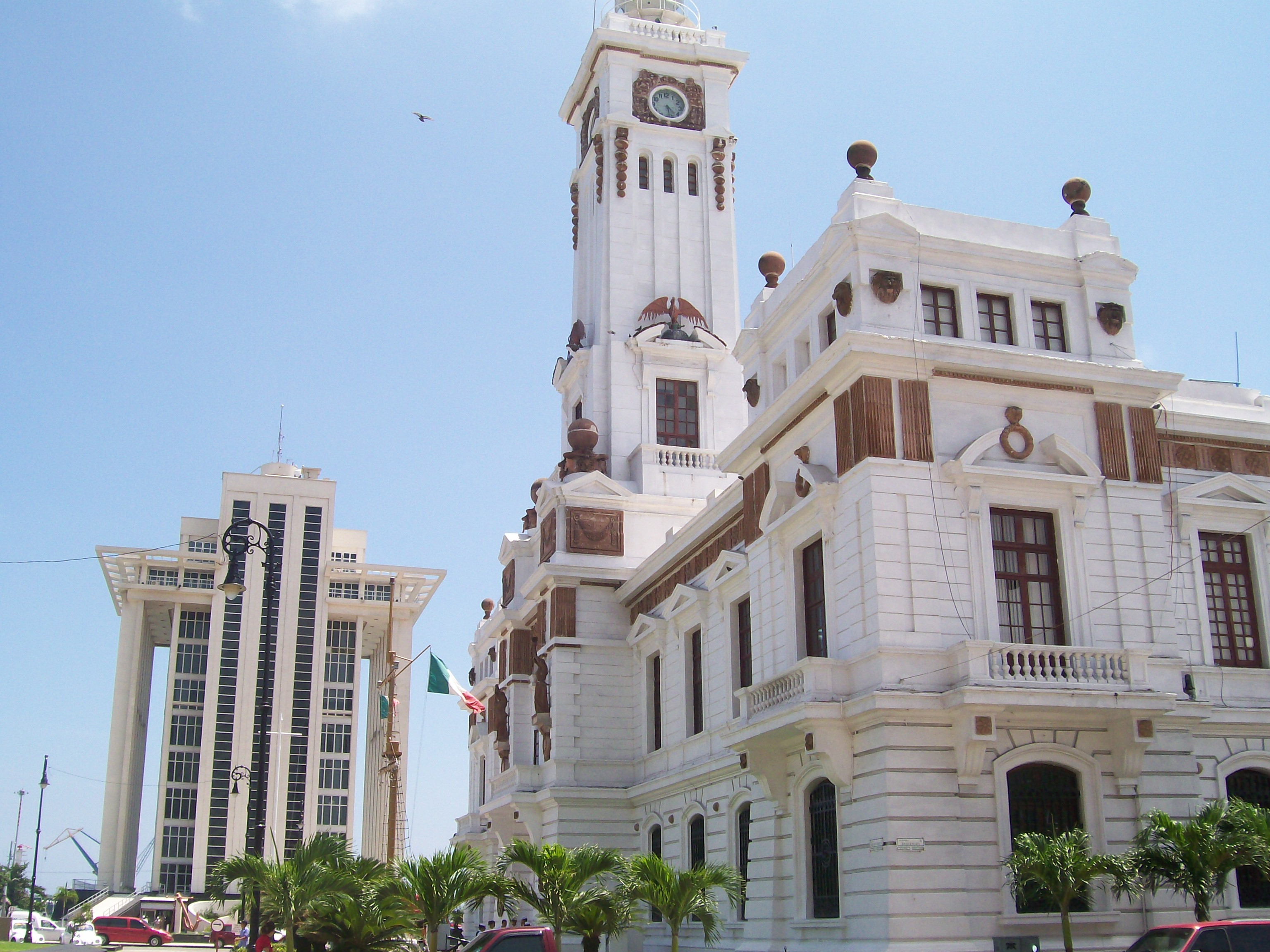
Az épület és a Pemex egyik építménye
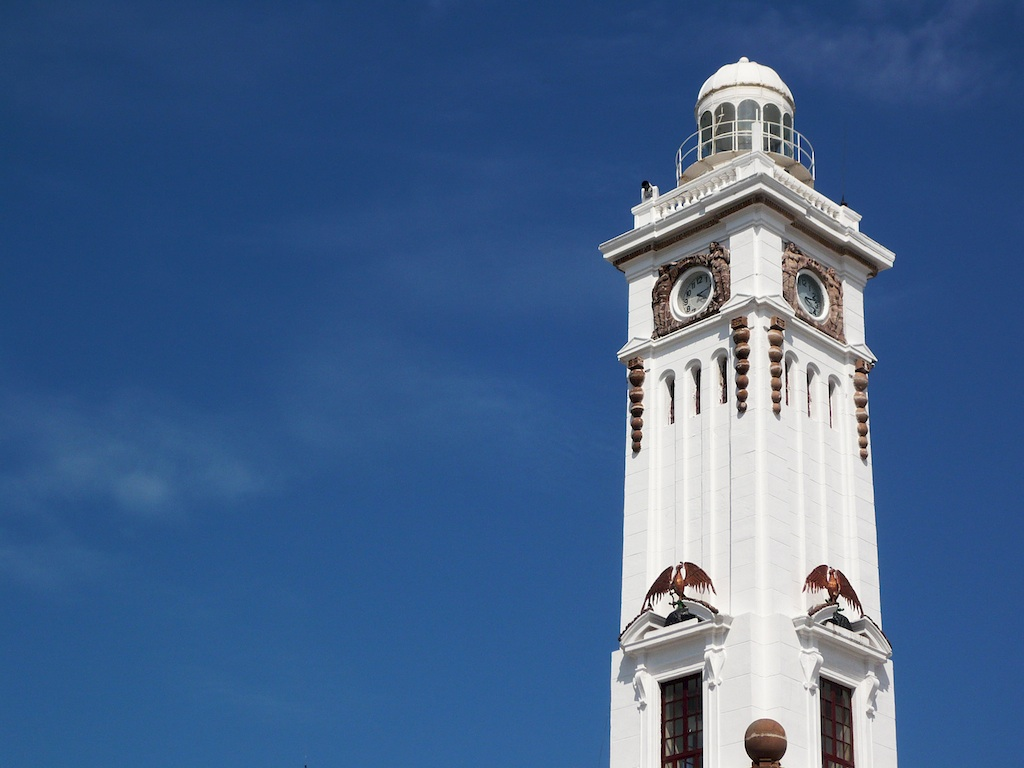
A torony
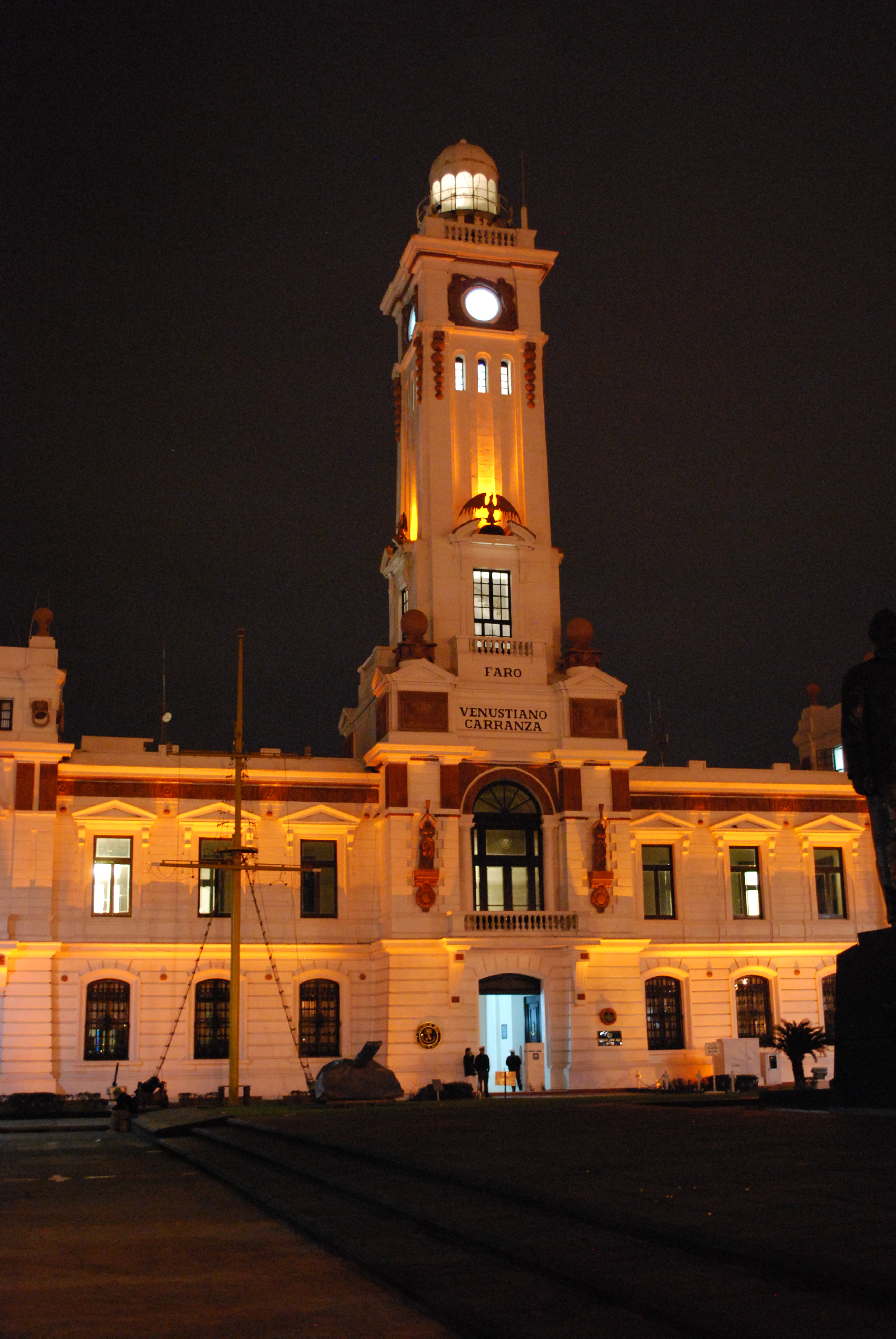
Éjjel, kivilágítva